# Bławatki
Bławatki – osada w Polsce położona w województwie kujawsko-pomorskim, w powiecie mogileńskim, w gminie Strzelno przy drodze wojewódzkiej nr 255.
W latach 1975–1998 miejscowość administracyjnie należała do województwa bydgoskiego.